# Шерпенский плацдарм (мемориальный комплекс)

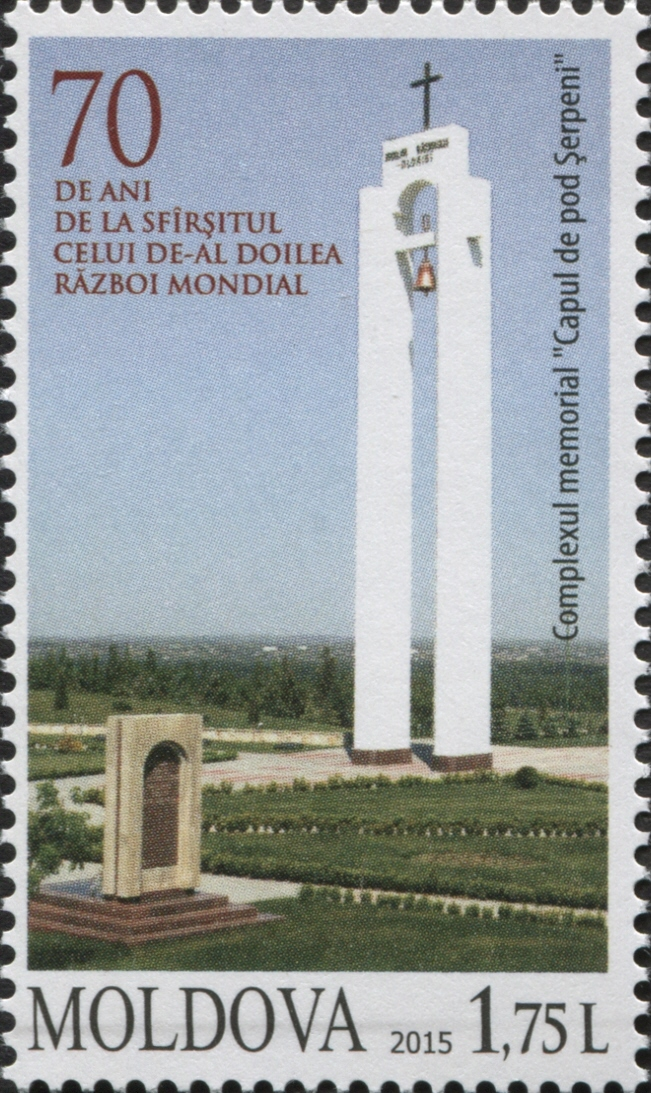
Почтовая марка Молдовы, посвящённая 70-летию сражения на Шерпенском плацдарме

Мемориальный комплекс «Шерпенский Плацдарм» в память о 12 тысячах советских воинов, погибших на Шерпенском плацдарме во время Ясско-Кишинёвской наступательной операции 1944 года.

## История
Сооружён на месте стратегического плацдарма на высоком правом берегу реки Днестр, в районе села Шерпены, освобожденного войсками 2-го и 3-го Украинских фронтов. Сражение на Шерпенском плацдарме было одним из самых кровавых в истории Второй мировой войны, хотя на фоне других сражений, оно представляет собой лишь небольшой эпизод войны.
В 1985 году, по показаниям свидетелей, у Шерпен было найдено и вскрыто массовое захоронение советских воинов, погибших на Шерпенском плацдарме. В октябре 1985 года было принято решение о строительстве Мемориала воинской славы, на котором с почестями перезахоронить останки воинов из найденного захоронения. Конкурс на лучший проект мемориала выиграл архитектор Леонид Павлович Григоращенко.

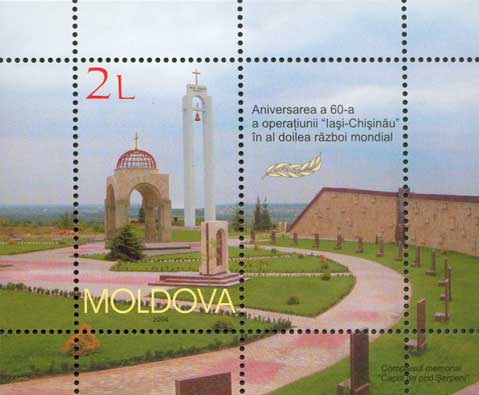
Почтовая марка Молдовы, посвящённая 60-летию сражения на Шерпенском плацдарме

Строительство комплекса велось в 1995 по 2003 год. 22 августа 2004 года в 70 километрах к востоку от столицы Республики Молдова — Кишинёва был открыт мемориальный комплекс «Шерпенский Плацдарм» по проекту архитектора С. М. Шойхета. и скульптора-исполнителя монументальных работ С. А. Ганенко.
Мемориал состоит из трёх основных компонентов. На одной стороне располагается стилизованный алтарь, который украшает мраморный сейф. В центральной части, под двумя высокими пилонами, соединяющимися вверху крестом — горит вечный огонь.
Над живописными берегами Днестра возвышается колокольня, которая напоминает об исторической преемственности Молдовы и о том, что восстановлено уважение к предкам, проживавшим ранее в тех местах. Со смотровой площадки Плацдарма открывается красивый вид на долину Днестра и прилегающие к ней леса, луга и поля.
Поиск и перезахоронение сюда павших происходит и в настоящее время. 21 марта 2010 года поисковый отряд «Русский историко-патриотический клуб» поднял 14 бойцов Красной армии.